# Piga och dräng
Piga och dräng är en låt skriven av Anders Wigelius, Jimmy Jansson och Robert Norberg, framförd av Drängarna.
Låten som tävlade i den tredje deltävlingen av Melodifestivalen 2020 i Luleå, gick vidare till andra chansen, som senare åkte ut i duell mot Mendez och Alvaro Estrella.